# Linda Keprtová
Linda Keprtová (* 22. září 1983 Česká Třebová) je česká operní režisérka.

## Život
Linda Keprtová se narodila v České Třebové. V roce 2009 vystudovala dirigování sboru na Hudební fakultě Janáčkovy akademie múzických umění v Brně (v roce 2007 titul BcA., v roce 2009 titul MgA.) a v roce 2012 na téže fakultě i operní režii (v roce 2009 titul BcA., v roce 2012 titul MgA.). Během studií absolvovala pracovní stáž v Göteborg Opera ve Švédsku.
Svou práci představila v Národním divadle v Praze, v Národním divadle v Brně, v Národním divadle moravskoslezském v Ostravě, ve Státním divadle v Košicích, v Divadle F. X. Šaldy v Liberci, v Divadle J. K. Tyla v Plzni.
Od roku 2015 se taktéž věnuje práci s dětskými herci, převážně z romské komunity, se kterými nastudovala operu Hanse Krásy Brundibár a scénické provedení Requiem Wolfganga Amadea Mozarta.

## Představení
- Leoš Janáček: Její pastorkyňa
- Jules Massenet: Thaïs
- Georg Friedrich Händel: Alcina
- Bedřich Smetana: Hubička
- Modest Petrovič Musorgskij: Boris Godunov
- Gaetano Donizetti: Maria Stuartovna
- Bohuslav Foerster: Eva
- Richard Strauss: Ariadna auf Naxos
- Giuseppe Verdi: La traviata
- Francis Poulenc: Dialogy karmelitek
- Jules Massenet: Don Quichotte

## Ceny a ocenění
- 2013 – DOSKY – cena za nejlepší režii (Dialogy karmelitek)
- 2012/2013 – Nejlepší inscenace sezóny na Slovensku, objev sezóny v anketě operní kritiky (Dialogy karmelitek)
- 2015 – Cena kritiků za nejlepší inscenace v rámci festivalu OPERA 2015 (Eva)
- 2013 – Cena kritiků za nejlepší inscenaci v rámci festivalu OPERA 2013 (Don Quichotte)
- 2016 – Nejlepší inscenace operní sezóny 2015/2016 pohledem slovenské kritiky (Alcina)
- 2008 – Cena Nadace Leoše Janáčka za režii představení Její pastorkyňa (studentské představení)